# نهائي كأس ألمانيا 1990
نهائي كأس ألمانيا 1990 هي المباراة النهائية من منافسة كأس ألمانيا 1989–90، أقيمت المباراة في 19 مايو 1990، في الملعب الأولمبي، بين فريقي نادي كايزرسلاوترن، وفيردر بريمن، وفاز فيها نادي كايزرسلاوترن، بعد أن هزم فيردر بريمن، بنتيجة 3 - 2، وكان حكم المباراة Manfred Neuner ‏، وحضر المباراة 76391 شخصاً.

## تفاصيل المباراة
لعبت المباراة النهائية في 19 مايو 1990.
| نادي كايزرسلاوترن                                           | 3 -2 | فيردر بريمن                                   |
| ----------------------------------------------------------- | ---- | --------------------------------------------- |
| برونو لاباديا 19 ' · برونو لاباديا 26 ' · شتيفان كونتس 30 ' |      | Frank Neubarth ‏ 54 ' · مانفريد بورغسمولر 72 ' |